# 店坡站
店坡站是位于山西省运城市盐湖市龙居镇雷家坡的一个铁路车站，有同蒲铁路经过该站，车站及其上下行区间均已电气化，距离太原站420公里，距离孟塬站108公里。车站隶属中国铁路太原局集团，是四等站，仅办理同蒲铁路、浩吉铁路列车接发业务。
车站建于1956年，初名雷家坡站，1984年重建并改为现名，2019年修建通往浩吉铁路邱家坡联络线的联络线，2021年开通。